# Primorje Ljubljana
L'Akademski sportni klub Primorje, noto anche come ASK Primorje o più semplicemente Primorje, è stata una società calcistica slovena con sede Lubiana.

## Storia
Lo Sportni klub Primorje fu fondato a Lubiana il 9 maggio 1920 da sloveni provenienti dal Primorska (litorale sloveno) che era stato annesso al Regno d'Italia in conseguenza della prima guerra mondiale. Il Primorje divenne la più grande rivale dell'Ilirija Ljubljana nel decennio a venire. Nel 1925, in seguito alla decisione degli ex membri dell'appena scioltosi Ljubljanski akademski sportni klub (LASK) di confluire nel Primorje, cambiò denominazione in ASK Primorje (Akademski sportni klub Primorje).
Nel 1928 il Primorje riuscì nell'impresa di vincere il suo primo campionato sloveno, organizzato dalla Ljubljanska nogometna podzveza, ponendo fine al dominio dell'Ilirija che aveva vinto tutte le edizioni precedenti. Il successo valse la qualificazione al turno preliminare del campionato jugoslavo 1928, dove però fu eliminato dal SAŠK di Sarajevo, seppur di misura. L'anno successivo il club vinse il suo secondo campionato sloveno ma fu eliminato ancora una volta nel turno preliminare del campionato jugoslavo, questa volta nettamente, dal Građanski Zagabria. Il Primorje disputò le qualificazioni al campionato jugoslavo anche nel 1930-31 e 1931-32 senza riuscire però a qualificarsi.
Nel 1932-33 il Primorje riuscì finalmente a qualificarsi per la prima volta alla fase finale del campionato jugoslavo, a girone unico, salvandosi però a stento con un ottavo posto su 11 partecipanti con un solo punto di margine sulla zona retrocessione. Nella stagione successiva il campionato nazionale non si disputò per problemi organizzativi e la federcalcio jugoslava organizzò nella stessa stagione le qualificazioni al campionato nazionale successivo: il Primorje, classificandosi al secondo posto nel quinto gruppo, riuscì a conservare il posto in massima serie. Nella stagione 1934-35, tuttavia, il club si classificò soltanto al nono posto (su 10 partecipanti). Nel 1936, secondo alcune fonti, Ilirija e Primorje si sarebbero fuse, per problemi economici, in una nuova compagine, lo SK Ljubljana. In realtà, secondo altre ricostruzioni, non si trattò di una vera e propria fusione: la sezione calcistica dell'Ilirija si sciolse mentre il Primorje ottenne il cambiamento di denominazione in SK Ljubljana.
Tra il 1936 e il 1941 lo SK Ljubljana era una delle migliori squadre della Slovenia (vincendo i campionati sloveni del 1935–36 e 1940–41) e militò anche nel campionato jugoslavo di massima serie, istituito nel 1923. Il SK Ljubljana militò nel massimo campionato jugoslavo fino al 1941, quando l'invasione della Jugoslavia nel corso della II Guerra Mondiale portò alla sospensione dei campionati. Il club prese parte, comunque, ai tornei organizzati dalle autorità di occupazione (dapprima italiane e poi tedesche), per poi essere sciolto nel 1945 dai titini.

## Palmarès

### Competizioni regionali
- Ljubljanska nogometna podzveza: 2

1927-1928, 1928-1929